# Vara landskommun
Vara landskommun var en tidigare kommun i dåvarande Skaraborgs län.

## Administrativ historik
Kommunen inrättades i Vara socken i Barne härad i Västergötland när 1862 års kommunalförordningar trädde i kraft.
26 oktober 1883 inrättades här Vara municipalsamhälle och 1894 utbröts Vara köping. 
Denna landskommun uppgick 1936 i Vara köping som 1971 ombildades till Vara kommun.